# Palazzo Ginnasi Rostagno
Palazzo Ginnasi Rostagno è un edificio civile del centro storico di Firenze, situato in piazza San Giovanni, angolo via Roma 3. 

## Storia e descrizione
L'edificio, posto in angolo a guardare il battistero di San Giovanni, fu costruito dopo la distruzione delle vecchie case dell'antica via dell'Arcivescovado, un tempo possesso dei Medici e dei Pecori, e dove si trovava l'antico albergo della Macciana. Si tratta di un grande palazzo a cinque piani in stile neorinascimentale, con il piano inferiore a bozze di pietra scalpellata, e cornici in conci di pietra serena attorno alla finestre rettangolari che, dal basso verso l'alto, presentano timpani circolari, quindi triangolari e infine semplici architravi modanate. 
Fu costruito nel 1892 su progetto dell'architetto "Giuseppe Rossi" (ma potrebbe esserci un fraintendimento tra il nome del progettista e quello dell'originario proprietario), con l'insolita caratteristica dell'angolo smussato, quasi a facilitare, come un imbuto, il traffico verso le nuove allargate arterie del 'moderno' centro.

## Note

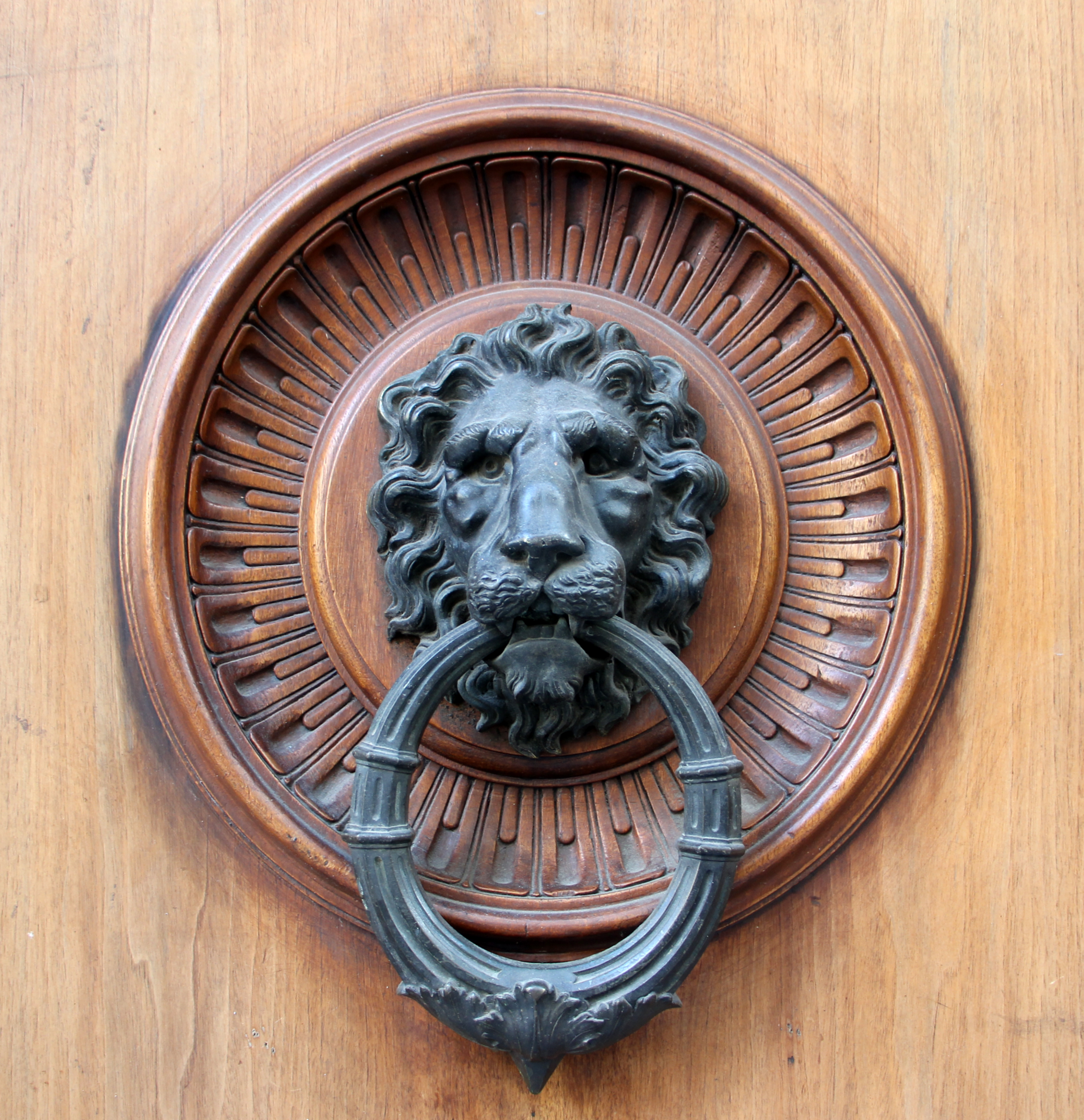
Maniglia del portale su via Roma